# Lonan Old Church

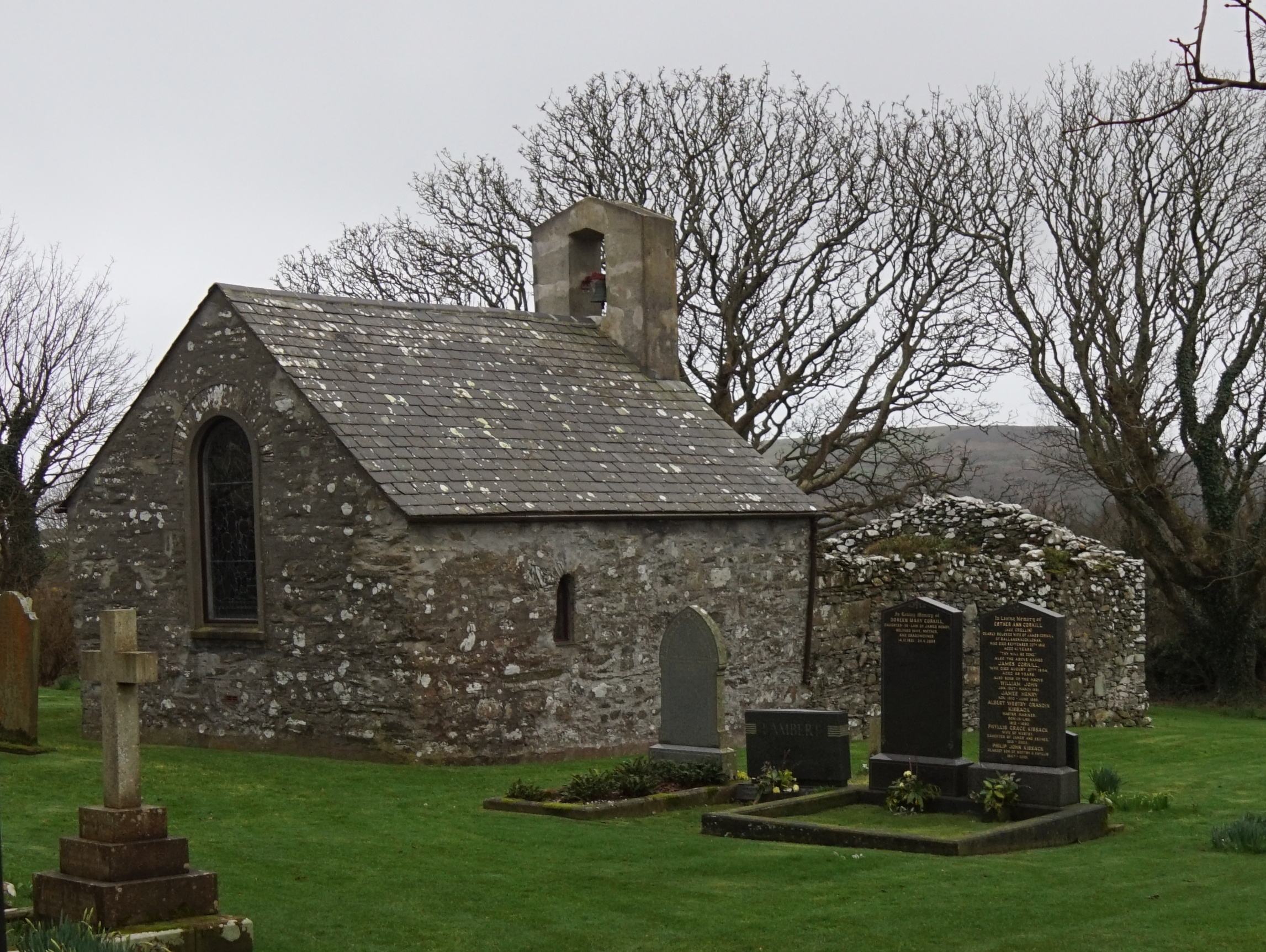
Lonan Old Church vanuit het zuidoosten.

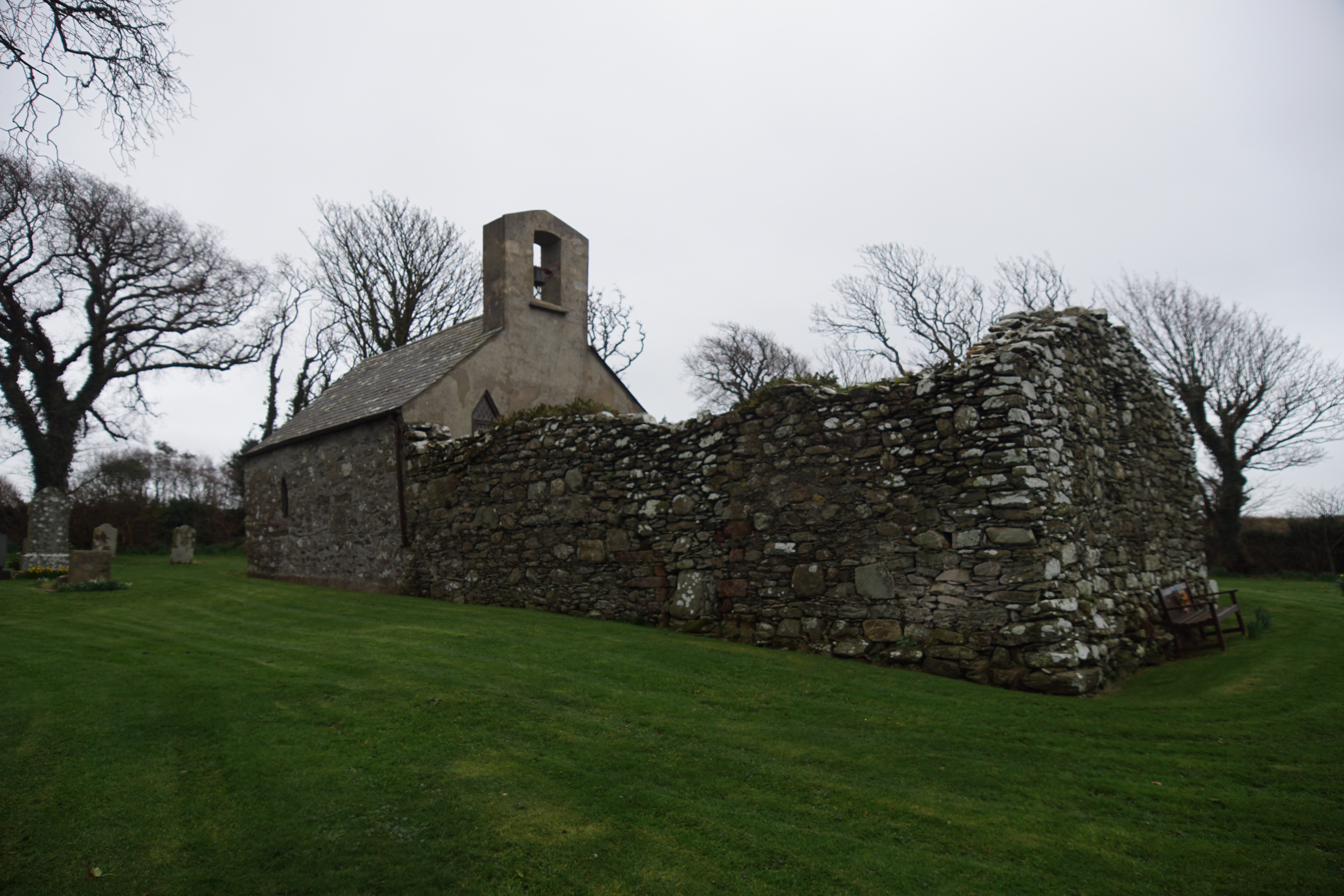
Vanuit het zuidwesten. Eind negentiende eeuw werd het oostelijk deel van de ruïne van een dak voorzien.

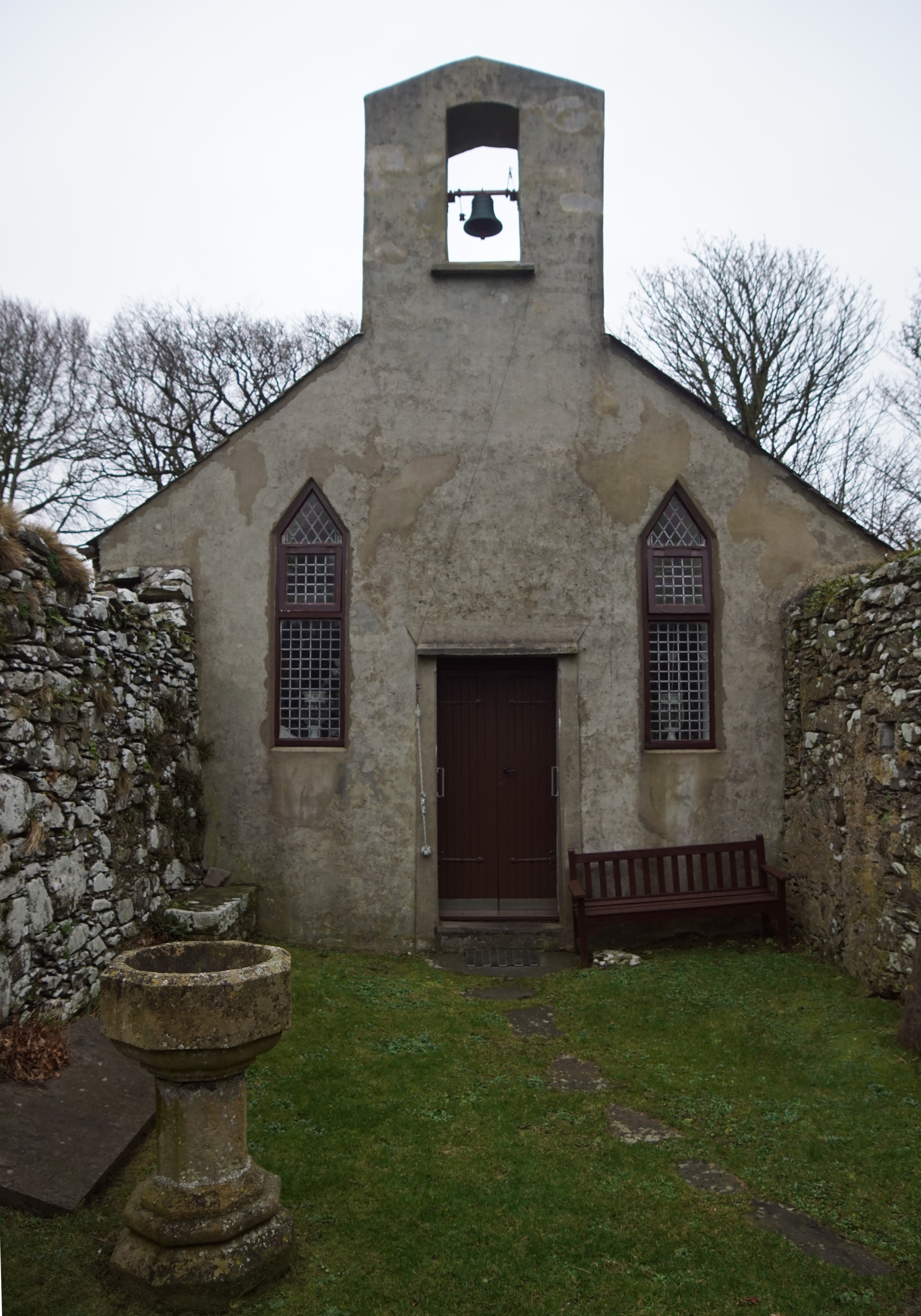
Eind negentiende eeuw werd een muur opgetrokken in het gebouw omdat enkel het oostelijk deel van een dak werd voorzien.

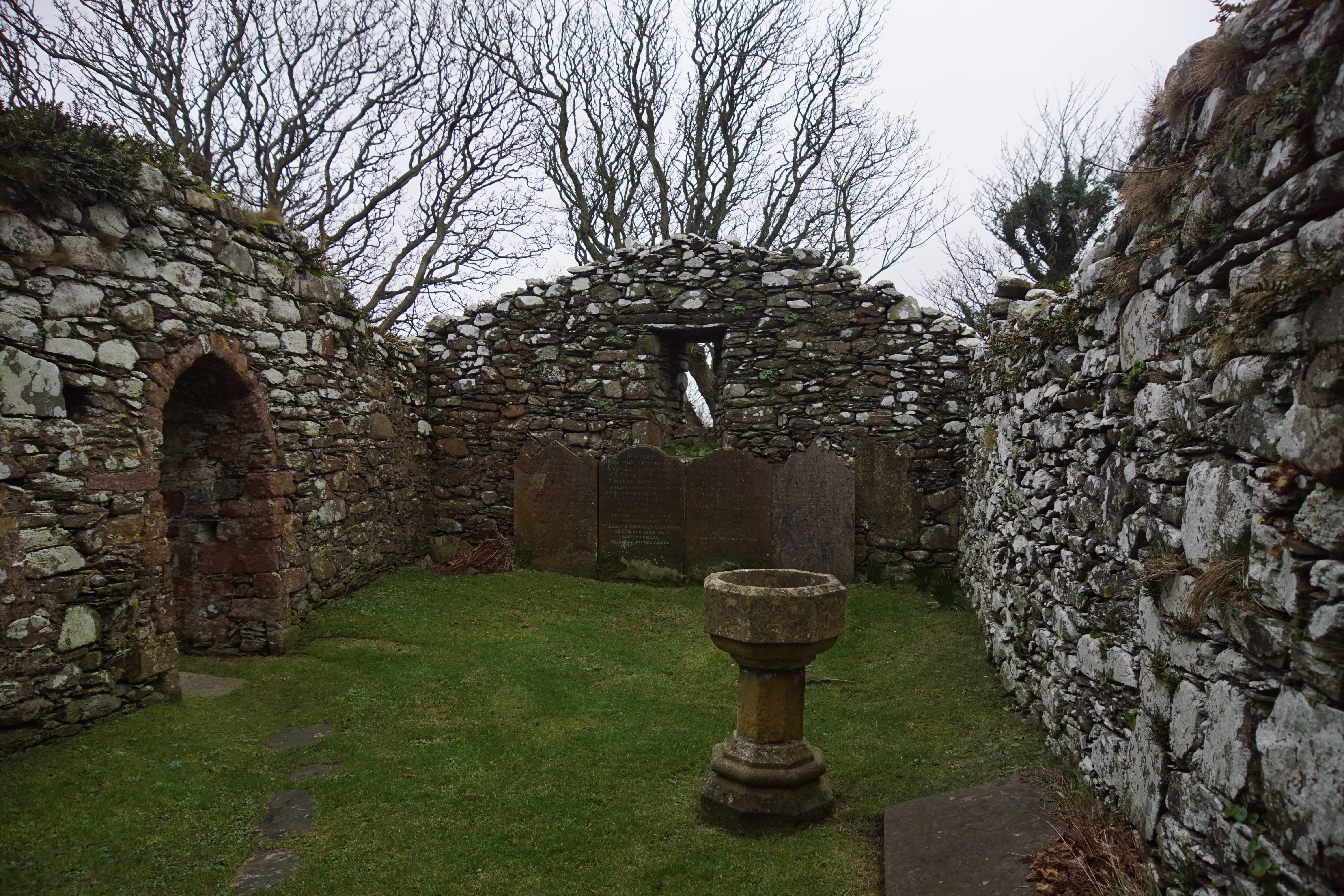
Interieur van het westelijk deel.

Lonan Old Church (de oude kerk van Lonan), ook St Adamnan's Church, is een vermoedelijk twaalfde-eeuwse kerk, gelegen 1,6 kilometer ten zuiden van Baldrine en ten oosten van Onchan in de parish Lonan op het eiland Man. 
De kerk is gewijd aan Adamnan, een abt van Iona.

## Geschiedenis
Op de plek van Lonan Old Church stond vermoedelijk in de elfde eeuw al een kerkgebouw, vermoedelijk een veldkerkje.  Lonan Old Church dateert vermoedelijk uit de twaalfde eeuw.
In 1733 vroeg de parochie aan de bisschop of er een nieuwe kerk dichter bij de woonkern kon worden gebouwd en in 1833 (honderd jaar later) werd een nieuwe kerk bij Laxey in gebruik genomen. In 1896 werd Lonan Old Church, die in vervallen staat was geraakt, 'gerestaureerd' waarbij het oostelijk deel van het koor van een nieuw dak werd voorzien en een nieuwe westelijke muur in het pand werd geplaatst door dominee John Quine.

## Beschrijving
Lonan Old Church heeft een rechthoekige plattegrond en is west-oostelijk georiënteerd. Op de westgevel bevindt zich een klokkentorentje. Enkel het oostelijk deel is voorzien van een dak. Om de kerk heen ligt een begraafplaats. Aan de zuidwestelijke zijde bevindt zich een afdak waaronder een verzameling vroeg middeleeuwse kruisen is geplaatst.
De originele deur van de kerk bevond zich aan de noordzijde, maar deze is dichtgemetseld en vervangen door een deur aan de zuidzijde. Ook in het koor is een ingang in de zuidmuur dichtgemetseld. Het oostraam is vermoedelijk uit de 17e eeuw of vroege 18e eeuw. Als deel van de 'restauratie' eind negentiende eeuw werd de westmuur van het koor inclusief het klokkentorentje in cement opgetrokken en werden twee bizarre ramen geplaats aan beide zijden van de westelijke deur, rechthoekig van vorm en driehoekig aan de bovenzijde. Deze westelijke muur bevindt zich in het kerkgebouw en markeert de overgang van het deel zonder dak naar het deel met dak. Het interieur dateert eveneens uit 1896.
In het deel zonder dak staat het doopvont, een ondiepe schaal op een octogonale schacht en basis. Het gebrandschilderd raam in het oostelijk raam stelt de hemelvaart voor en werd in 1897 gemaakt door Kayll & Co uit Leeds. Het noordelijk raam is ook vermoedelijk van Kayll & Co naar een ontwerp van Quine.
Op de begraafplaats bevionden zich voornamelijk grafstenen uit de achttiende eeuw en later. Een vroeg christelijk kruis (bekend als Manx Cross nummer 73) uit de late negende of vroege tiende eeuw staat nog in de vermoedelijk originele locatie op de begraafplaats.

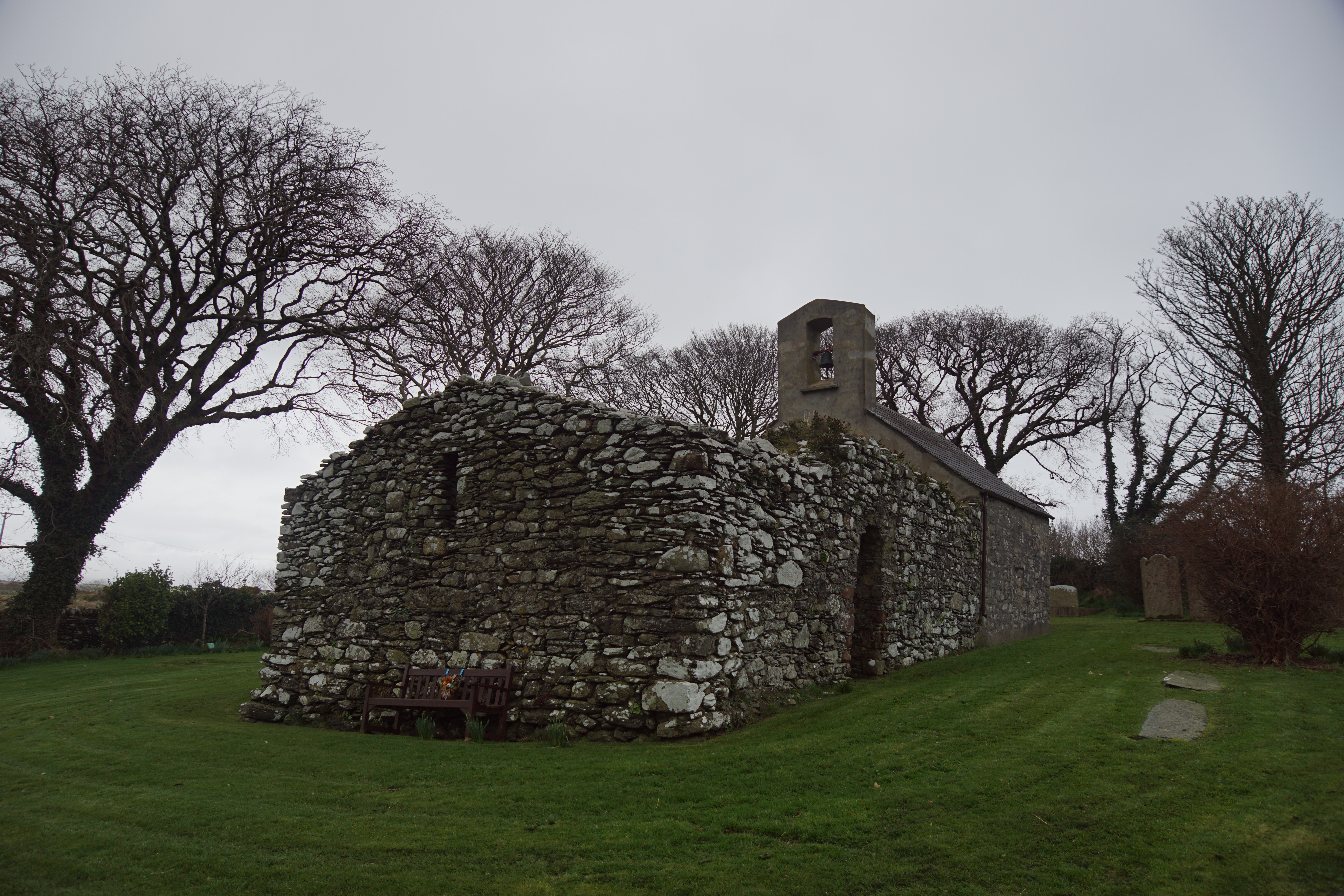
Vanuit het noordwesten.
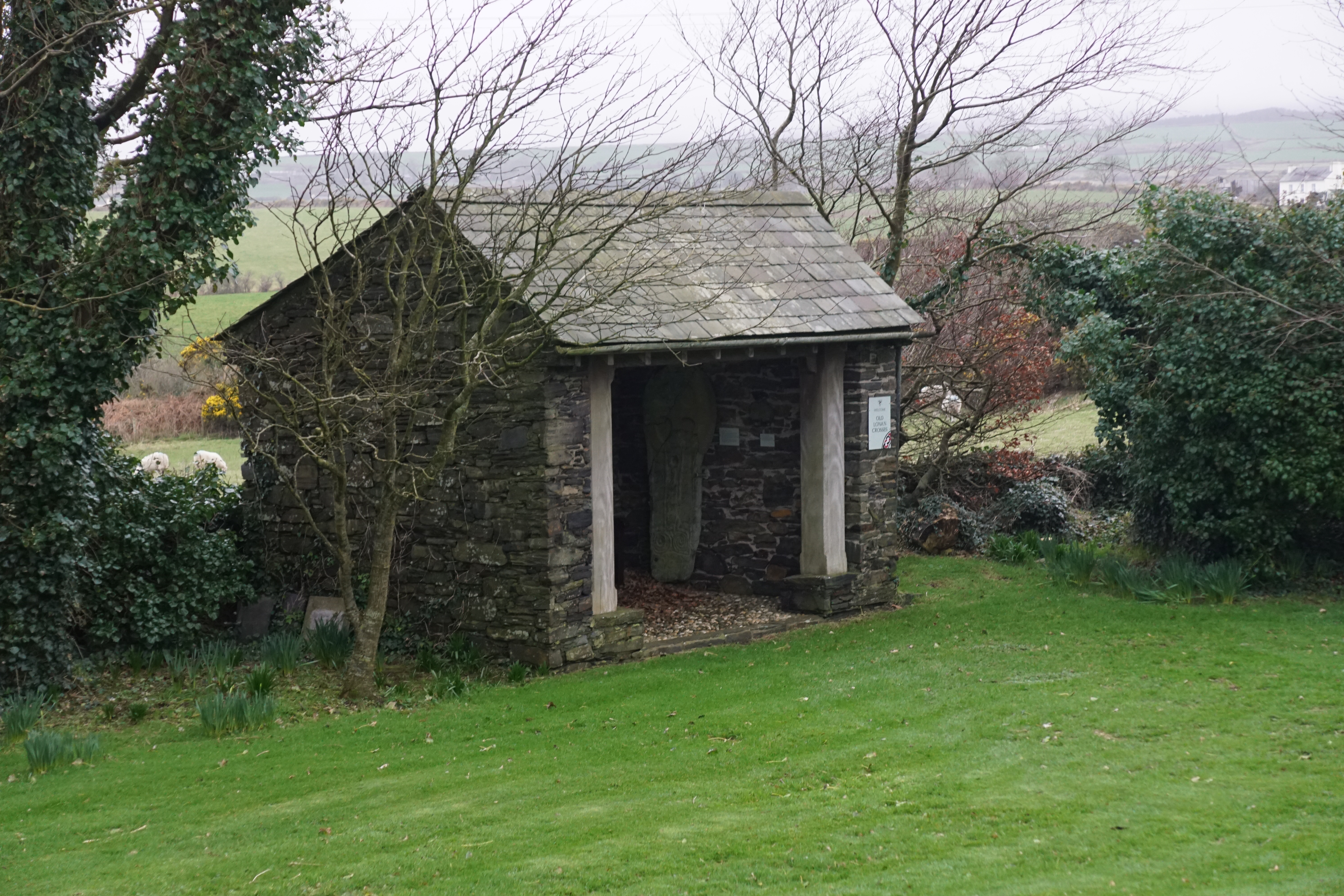
Het afdak voor de Old Lonan Crosses
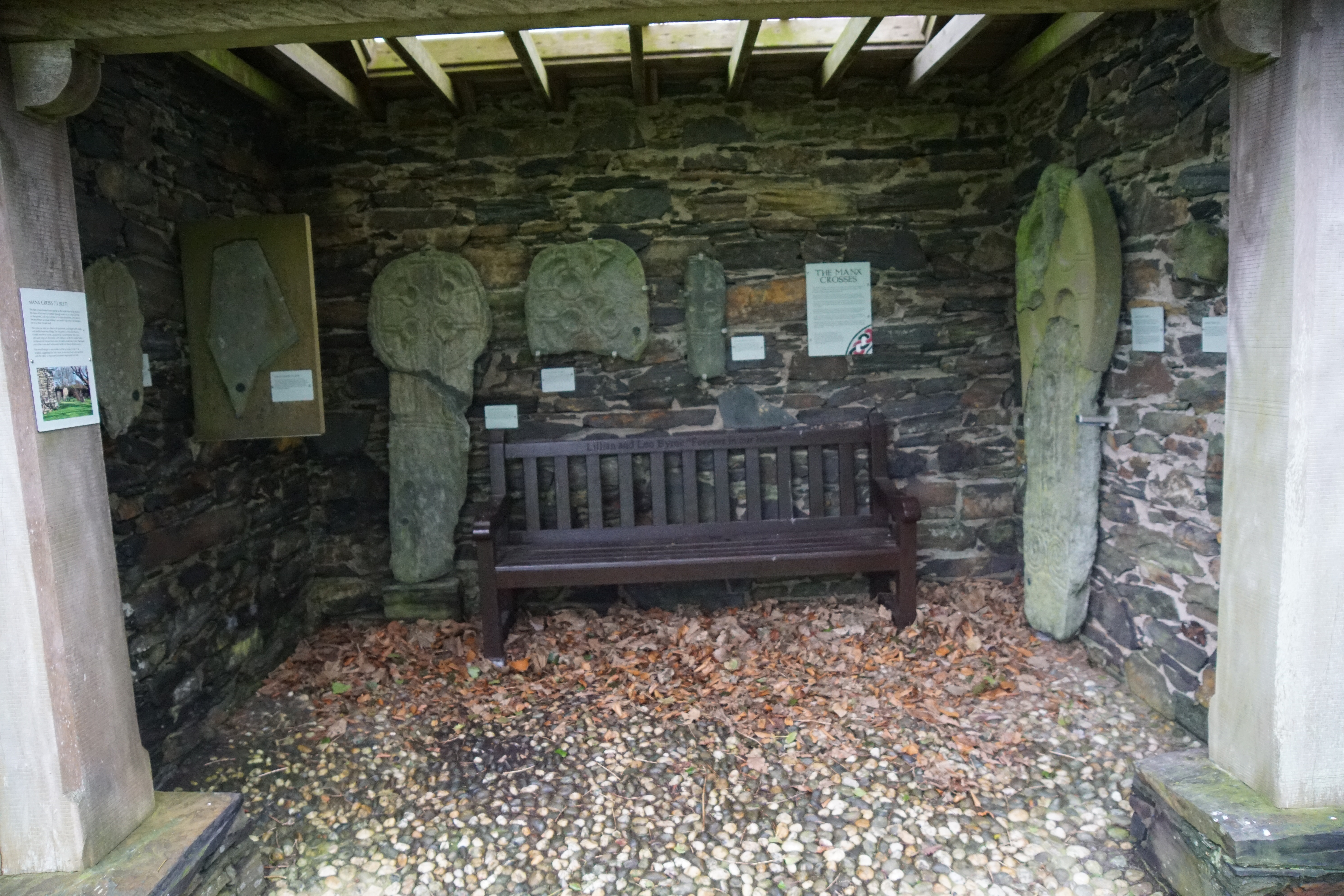
Onder het afdak

### Kruisen

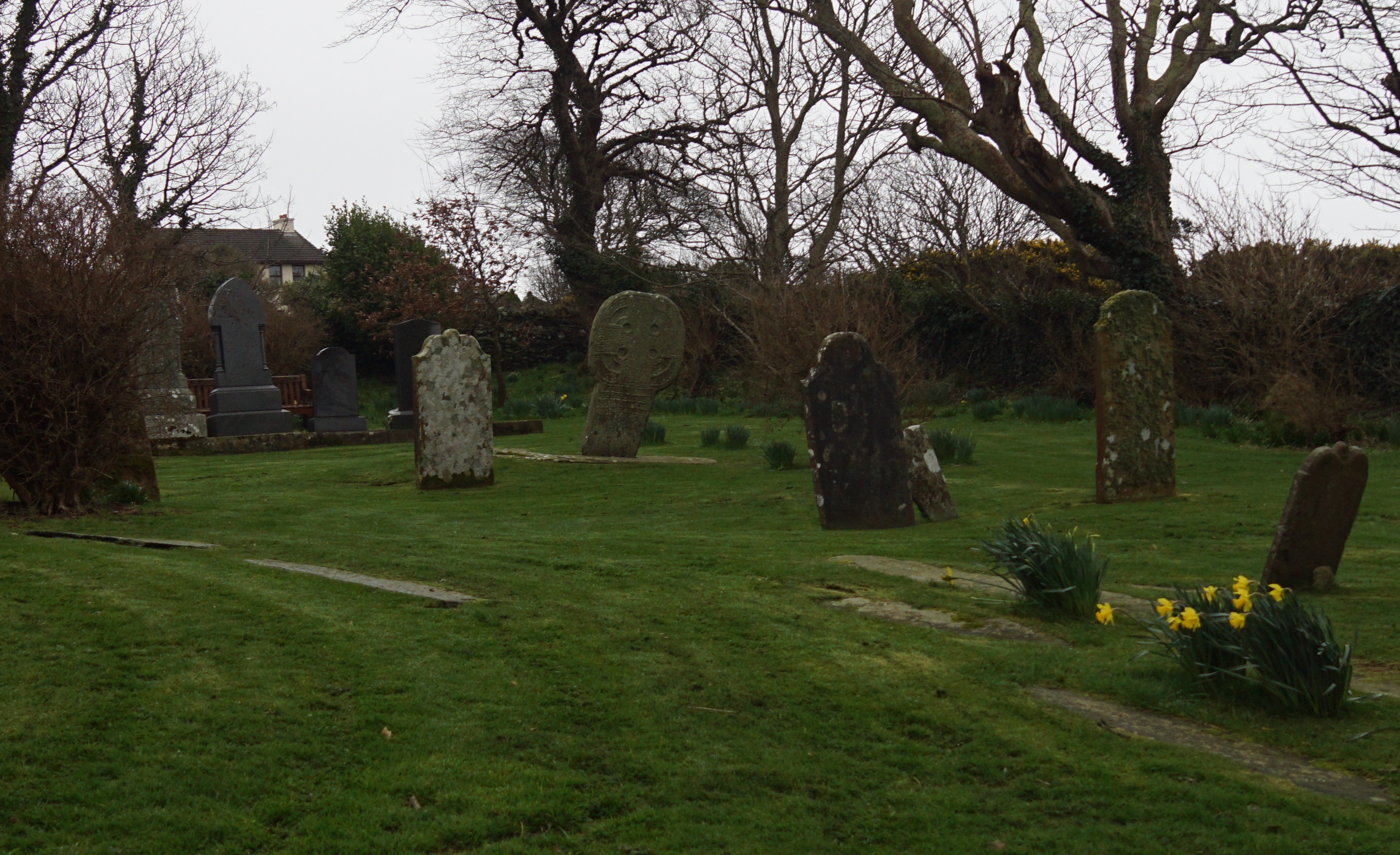
Manx Cross nummer 73 in situ op de begraafplaats.

Onder een afdak aan de zuidwestelijke kant van de begraafplaats bevinden zich een verzameling van Viking-grafkruisen, bekend als de Old Lonan Crosses (oude Lonan-kruisen). Deze zijn gevonden in de parish Lonan. Anno 2024 worden er 8 kruisen tentoongesteld. Volgens de nummering van de Manx National Heritage gaat het om de nummers 23, 27, 71, 75, 76, 77, 160 en 177. Op de begraafplaats bevindt zich ook vermoedelijk het enige kruis nog op de originele locatie te weten nummer 73.

#### Lonan 71
Nummer 71 staat ook bekend als Lonan 71. Het laat negende-eeuwse of vroeg tiende-eeuwse kruis is afkomstig van een kapel (keeill) in Glen Roy waar het in 1841 werd ontdekt. Het kruis is in tweeën gebroken, maar is gerepareerd middels een houten tussenstuk. Het kruis is bijna twee meter hoog en is versierd met een geringd kruis.

#### Lonan 73
Nummer 73 staat ook bekend als Lonan 73. Dit laat negende-eeuwse of vroeg tiende-eeuwse kruis is 1,65 meter hoog. Het kruis staat in een sleuf in een stenen basis. Een zijde is versierd met een kruis met ring. Vier holle ringen bevinden zich op de kruising van de armen. De versiering is sterk vergelijkbaar met nummer 72 in Old Kirk Braddan en is vermoedelijk gemaakt door dezelfde beeldhouwer. Dit kruis is zeker niet verplaatst sinds de vroege negentiende eeuw en staat vermoedelijk nog op de originele plaats waar het kruis werd opgericht. Het zou daarmee het enige Manx Cross zijn dat nog op zijn originele plaats staat.

#### Lonan 76
Nummer 76 staat ook bekend als Lonan 76. Dit kruis werd gevonden in een heuvel zo'n 45 meter ten noorden van de begraafplaats en lijkt een kleinere versie van Lonan 71. Bijzonder is dat de onderste arm van het kruis van het bovendeel is doorgetrokken naar de schacht. Een ander voorbeeld hiervan is nummer 69 bij Kirk Maughold.

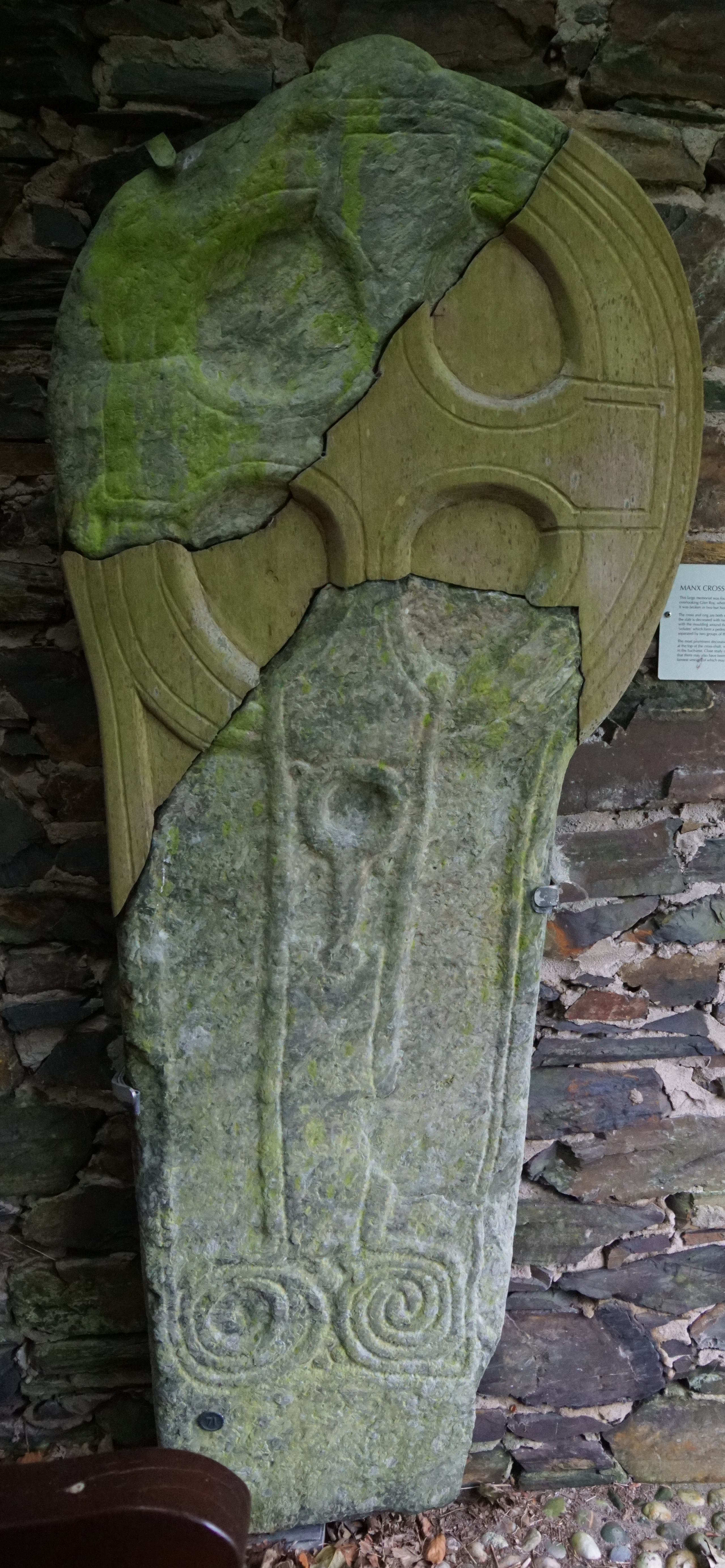
Lonan 71
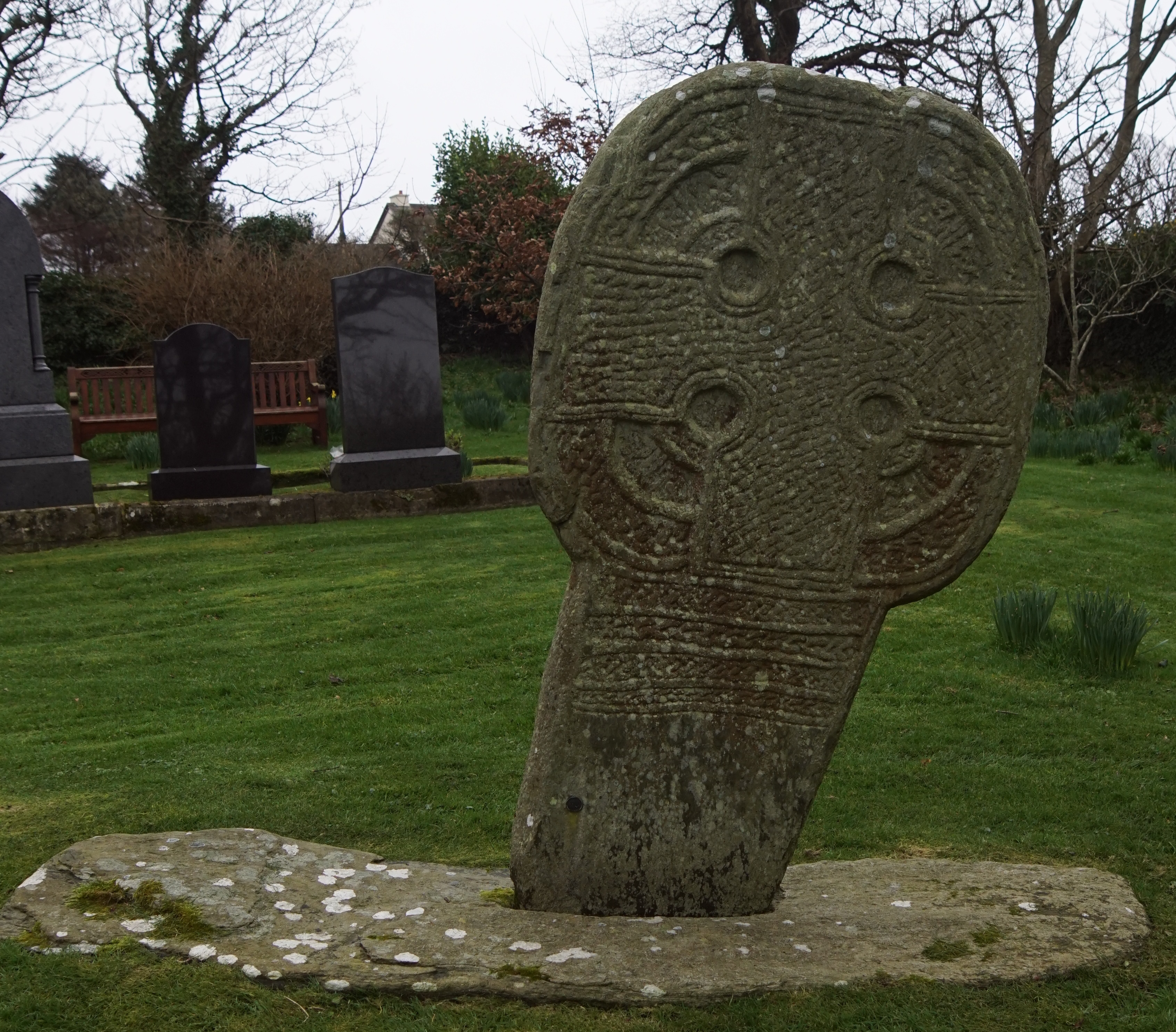
Lonan 73
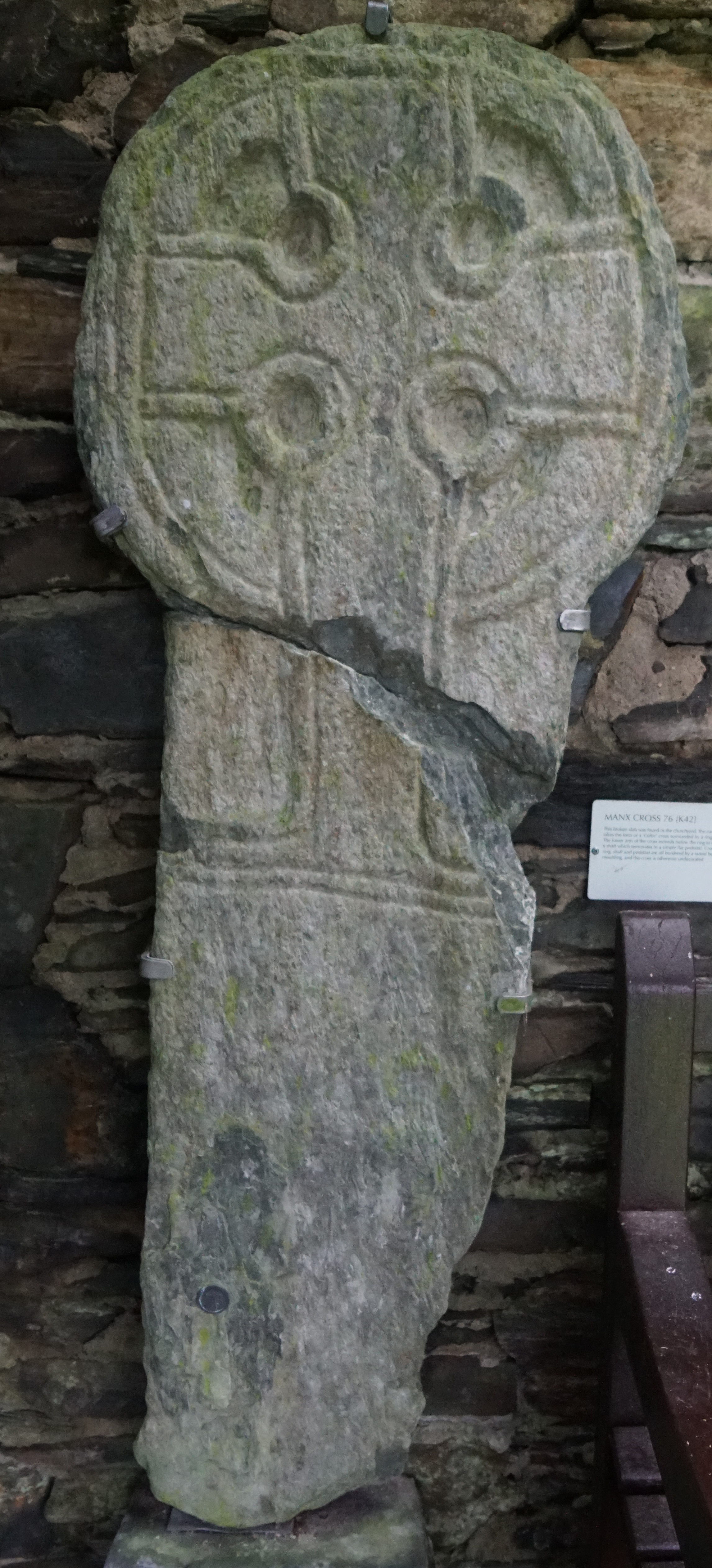
Lonan 76